# Syllegomydas merceti
Syllegomydas merceti är en tvåvingeart som beskrevs av Arias 1914. Syllegomydas merceti ingår i släktet Syllegomydas och familjen Mydidae. Inga underarter finns listade i Catalogue of Life.